# T. Rex (album)
T. Rex este un album eponim al trupei britanice de rock T. Rex, lansat în 1970. A fost primul lor album sub o denumire scurtată, după ce precedentele patru au fost lansate sub numele de 'Tyrannosaurus Rex'. 

## Tracklist
1. "The Childre of Rarn" (0:52)
2. "Jewel" (2:46)
3. "The Visit" (1:54)
4. "Childe" (1:41)
5. "The Time of Love Is Now" (2:43)
6. "Diamond Meadows" (1:58)
7. "Root of Star" (2:31)
8. "Beltane Walk" (2:28)
9. "Is It Love?" (2:36)
10. "One Inch Rock" (2:27)
11. "Summer Deep" (1:42)
12. "Seagull Woman" (2:19)
13. "Sun Eye" (2:07)
14. "The Wizard" (8:51)
15. "The Children of Rarn (Reprise)" (0:38)

- Toate cântecele au fost compuse de Marc Bolan.

## Single-uri
- "One Inch Rock" (1968/1972)

## Componență
- Marc Bolan - voce, chitară, bas, orgă
- Mickey Finn - bas, tobe, voce